# Liste des préfets d'Eure-et-Loir

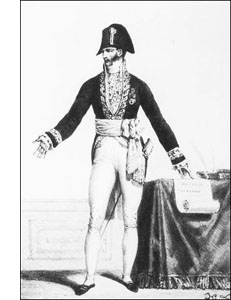
Un préfet du Premier Empire (1810).

Cette liste recense les préfets du département français d'Eure-et-Loir par ordre de date de nomination, depuis la création de la fonction, par la loi du 28 pluviôse an VIII, jusqu'à nos jours. Le chef-lieu du département d'Eure-et-Loir, où se situe le siège de la préfecture, est Chartres.

## Liste des préfets

### ConsulatetPremier Empire
| Période                           | Période | Identité                                       | Fonction précédente                                  | Observation                                                                                          |
| --------------------------------- | ------- | ---------------------------------------------- | ---------------------------------------------------- | --- |
| 23 ventôse an VIII (14 mars 1800) | 1813    | Jean François Marie Delaître                   |                                                      | Installé le 22 mars 1800 Passe à la préfecture de l'Escaut                                           |
| 12 mars 1813                      | 1813    | Louis-Honoré-Félix Le Peletier d'Aunay         | Auditeur au Conseil d'État Préfet de Tarn-et-Garonne | Non installé Passe à la préfecture de la Stura                                                       |
| 25 mars 1813                      | 1813    | Jean François Marie Delaître                   | Préfet de l'Escaut                                   | Représentant à la Chambre des Cent-Jours (Seine-Inférieure)                                          |
| 13 janvier 1814                   | 1815    | Antoine Gaspard Louis, baron Rouillé d'Orfeuil | sous-préfet de l'arrondissement de Nogent-le-Rotrou  | Installé le 21 janvier 1814 Reste en place sous la Première Restauration et au début des Cent-Jours. |

### Cent-Jours
| Période      | Période | Identité                                | Fonction précédente | Observation                          |
| ------------ | ------- | --------------------------------------- | --- | ------------------------------------ |
| 6 avril 1815 | 1815    | Jean André Louis Rolland de Villarceaux | Préfet du Tanaro (1803-1805) Préfet des Apennins (1805-1810) Préfet du Gard (1810-1815) | Refuse le poste, non installé.       |
| 17 mai 1815  | 1815    | Louis Julien de Roujoux                 | Avocat au Parlement de Bretagne Lieutenant-maire de Landerneau (1780) Député du Tiers aux États de Bretagne (1789) Membre du Conseil des Anciens Membre du Tribunat Préfet de Saône-et-Loire (1802-1814) | Préfet du Pas-de-Calais (Cent-Jours) |

### Seconde Restauration
- 12 juillet 1815 : Achille Charles Stanislas Le Tonnelier, comte de Breteuil, installé le 20 juillet 1815

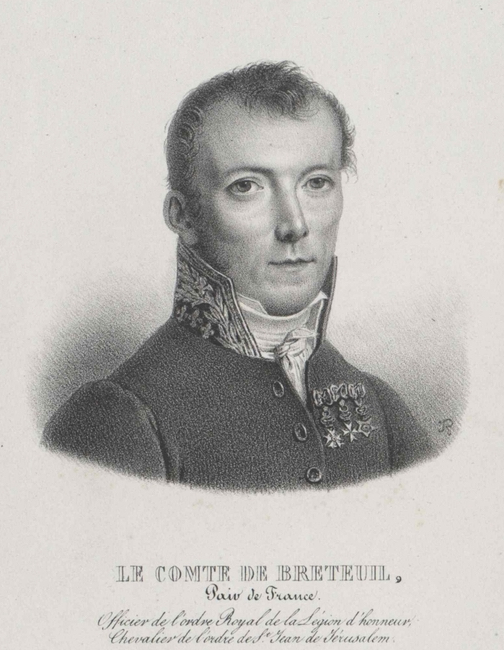
Le comte de Breteuil, pair de France.

- 19 janvier 1819 : Joseph d’Estourmel, installé le 28 janvier 1819
- 27 juin 1823 : Jean Élie, baron de Giresse-Labeyrie, installé le 16 juillet 1823

### Monarchie de Juillet
- 5 août 1830 : Jules Hyacinthe Langlois d'Amilly, installé le 11 août 1830
- 6 septembre 1830 : Auguste Édouard Gaulthier de Rigny, installé le 15 septembre 1830
- 22 juillet 1833 : Pierre Paul Benoît Pompéi, installé le 12 août 1833
- 21 septembre 1834 : Gabriel Delessert, installé le 23 octobre 1834

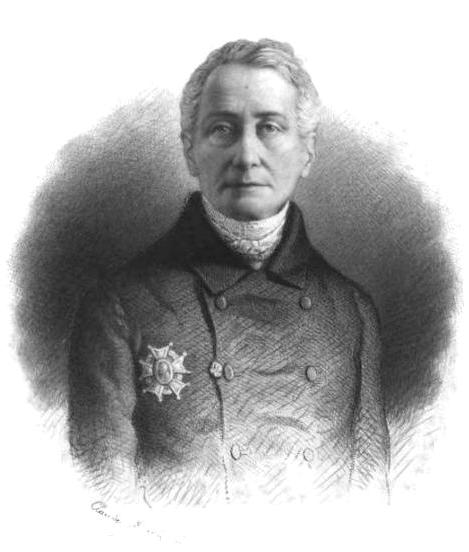
Gabriel Delessert, 1859.

- 21 octobre 1836 : Gabriel Rousseau de Saint-Aignan, installé le 2 novembre 1836
- 23 juillet 1837 : Léonce Henri Vallet, baron de Villeneuve, installé le 7 août 1837
- 6 janvier 1843 : Adrien-Sébastien Bourgeois de Jessaint, installé le 17 février 1843
- 1er décembre 1847 : Pierre-Paul Édouard Martin, vicomte de Mentque, installé le 27 décembre 1847

### Deuxième République
- 29 février 1848 : Julien Gustave Marescal, nommé conjointement avec Antoine Auguste Barthélémy, commissaire du Gouvernement provisoire investi des fonctions de préfet
- 29 février 1848 : Antoine Auguste Barthélémy, nommé conjointement avec Julien Marescal, commissaire du Gouvernement provisoire investi des fonctions de préfet
- 1848 : Jean-Baptiste Aimé Sellèque, doyen du Conseil de préfecture, il remplit les fonctions de préfet par intérim jusqu'à l'arrivée du préfet Sebire
- 2 juin 1848 : François Auguste Sebire, installé le 5 juin 1848
- 24 janvier 1849 : Élysée de Suleau, installé le 3 février 1849
- 24 septembre 1849 : Ernest-Henri de Grouchy, installé le 14 octobre 1849[2]

### Second Empire
- 6 janvier 1855 : Félix Alexis Montois, installé le 16 janvier 1855
- 8 avril 1856 : Jean Baptiste Emile Jaubert, installé le 24 avril 1856
- 5 octobre 1861 : Gabriel-Léonce Cortois vicomte de Charnailles, installé le 22 janvier 1861
- 29 mars 1869 : Antoine Brassier

### Troisième République
- 5 septembre 1870 : Émile Labiche

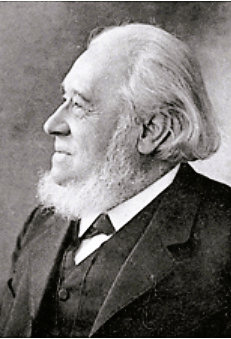
Émile Labiche.

- 5 septembre 1870 : Louis Hommey, non installé
- 24 janvier 1871 : Camille Winter nommé par le gouvernement Allemand
- 23 février 1871 : Charles René Arnauld de Praneuf, préfet par intérim
- 20 mars 1871 : Albert Le Guay, installé le 21 mars 1871
- 9 septembre 1872 : Léon Hector Louis, comte de Perthuis de Laillevault, installé le 22 août 1872
- 11 novembre 1874 : Marie Pierre Adrien Le Tendre de Tourville, installé le 18 novembre 1874
- 13 avril 1876 : Fernand Prosper Frédéric, baron de Nervo, installé le 18 avril 1876
- 17 juin 1876 : Henri Alphonse Jolivet de Riencourt-Masson de Longpré
- 19 mai 1877 : Jean Baptiste Gustave Degrond
- 3 juillet 1877 : Michel Edmond Decazes, installé le 10 juillet 1877
- 18 décembre 1877 : Louis Henri Fontaine, installé le 20 décembre 1877
- 12 janvier 1880 : Louis Baron, installé le 21 janvier 1880
- 17 novembre 1880 : Paul Joseph François Marie Floret, installé le 23 novembre 1880
- 5 octobre 1884 : Victor Proudhon, installé le 23 octobre 1884
- 11 janvier 1887 : Sosthène Auguste Desprez, installé le 19 janvier 1887, décédé en exercice d'une angine de poitrine à Chartres le 22 janvier 1896
- 28 février 1896 : Paul Maitrot de Varenne, installé le 9 mars 1896
- 16 janvier 1900 : Théodore Brelet, installé le 3 février 1900

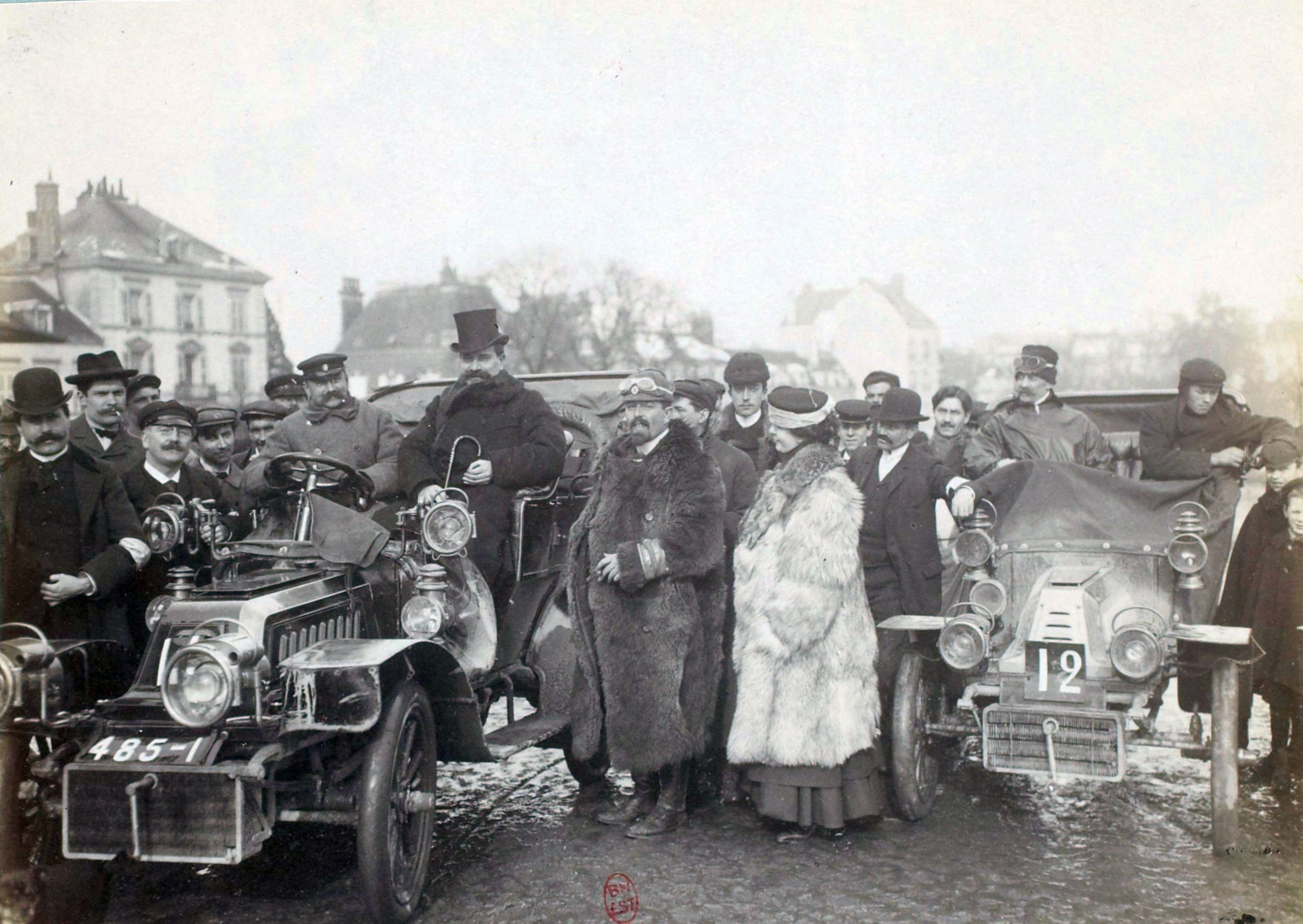
Thédore Brelet, concours international de tourisme et d'endurance du Club automobile de Seine-et-Oise, Versailles - Chartres - Versailles, 24 février 1905.

- 30 juin 1906 : Émile Albert Antonin Milleteau, installé le 20 juillet 1906
- 24 juillet 1907 : Albert Hendlé, installé le 6 août 1907
- 23 janvier 1909 : Pierre Auguste Maurice Beauvais, installé le 27 janvier 1909
- 3 octobre 1910 : Raymond Joseph Marie Le Bourdon, installé le 1er novembre 1910
- 20 octobre 1911 : Louis Joseph Carles, installé le 1er novembre 1911
- 21 octobre 1911 Eugène Collin-Delavaud-Dumonteil, installé le 16 décembre 1911
- 3 novembre 1916 : Henri Charles Emmanuel Borromée, installé le 16 décembre 1916
- 10 avril 1920 : Louis Sévère Jean Georges Garipuy[3], installé le 10 mai 1920
- 16 février 1921 : Henri Jean François Cassé-Barthe, installé le 10 mars 1921
- 28 août 1924 : Edmond Francis Marius Leydet, installé le 20 septembre 1924
- 28 mai 1929 : Myrtil Stirn, installé le 2 juillet 1929
- 23 mai 1931 : Augustin Jouve, installé le 20 juin 1931
- 21 janvier 1933 : Edmond Caillet, installé le 1er février 1933
- 26 janvier 1937 : Albert Heumann, installé le 1er mars 1937
- 21 janvier 1939 : Jean Moulin, installé le 21 février 1939

### État français
- 2 novembre 1940 : Charles Donati
- 14 novembre 1941 : Pierre Le Baube
- 4 janvier 1944 : René Serre
- 2 mars 1944 : Jean Chadel

### Quatrième République
- 11 janvier 1947 : Henri Antoine Maynial
- 1er octobre 1948 : Georges Rastel
- 12 avril 1951 : Jean Claude Laffont
- 7 décembre 1951 : Robert Andrieu
- 23 novembre 1956 : Henri Louis Jean Gervais

### Cinquième République
| Période          | Période           | Identité                          | Fonction précédente                                               | Observation                                                   |
| ---------------- | ----------------- | --------------------------------- | ----------------------------------------------------------------- | ------------------------------------------------------------- |
| 12 avril 1958    |                   | Edmond Paul Joseph Dauphin        |                                                                   |                                                               |
| 12 juillet 1967  |                   | Charles Alfred Richard            | Préfet du Lot                                                     |                                                               |
| 5 décembre 1969  |                   | Georges Charles Vincent Mac Grath |                                                                   |                                                               |
| 31 décembre 1971 | 1er avril 1974    | Jean Coursaget                    |                                                                   | Nommé préfet des Côtes-du-Nord                                |
| 1er avril 1974   |                   | Claude Charbonniaud               | Préfet de Tarn-et-Garonne                                         |                                                               |
| 25 mars 1976     |                   | Charles-Jean Gosselin             | Préfet de l'Aude                                                  |                                                               |
| 22 mai 1978      |                   | Paul Chambraud                    |                                                                   |                                                               |
| 16 juillet 1981  | 6 août 1985       | Yves Moures                       | Directeur de cabinet du préfet de Paris                           | Nommé préfet des Vosges                                       |
| 6 août 1985      | 1er février 1989  | Jean-Louis Destandau              |                                                                   |                                                               |
| 1er février 1989 | 13 décembre 1993  | Guy Merrheim                      |                                                                   | Nommé préfet hors cadre                                       |
| 13 décembre 1993 | 29 juin 1995      | Philippe Deslandes                |                                                                   | Nommé préfet du Val-d'Oise                                    |
| 29 juin 1995     |                   | Pierre Mongin                     | Préfet hors cadre                                                 |                                                               |
| 17 mars 1999     |                   | Albert Daussin-Charpantier        | Préfet de la Haute-Saône                                          |                                                               |
| 3 septembre 2001 | 16 janvier 2004   | Nicolas Desforges                 | Préfet du Cantal                                                  | Nommé préfet de la Manche                                     |
| 16 janvier 2004  | 30 juin 2005      | Marc Cabane                       | Préfet de Loir-et-Cher                                            | Nommé préfet des Pyrénées-Atlantiques                         |
| 18 juillet 2005  | 27 septembre 2007 | Patrick Subrémon (en)             | Préfet de l'Allier                                                | Nommé préfet d'Indre-et-Loire                                 |
| 11 octobre 2007  | 21 janvier 2010   | Jean-Jacques Brot                 | Préfet de la Guadeloupe                                           | Nommé préfet de la Vendée                                     |
| 21 janvier 2010  | 11 janvier 2012   | Lionel Beffre                     | Préfet de Lot-et-Garonne                                          | Nommé préfet des Pyrénées-Atlantiques                         |
| 11 janvier 2012  | 4 décembre 2013   | Didier Martin                     | Secrétaire général pour l'administration de la police de Paris    | Nommé préfet du Gard                                          |
| 4 décembre 2013  | 6 mars 2017       | Nicolas Quillet                   | Préfet du Cher                                                    | Nommé préfet de la Sarthe                                     |
| 13 mars 2017     | 30 octobre 2019   | Sophie Brocas                     | Secrétaire générale de la préfecture de la région d'Île-de-France | Rejoint le Ministère de la Transition écologique              |
| 30 octobre 2019  | 6 janvier 2021    | Fadela Benrabia                   | Préfète déléguée pour l'égalité des chances en Seine-Saint-Denis  |                                                               |
| 25 janvier 2021  | 19 août 2023      | Françoise Souliman                | Préfet de l'Ardèche                                               | Nommée préfet de Meurthe-et-Moselle à compter du 21 août 2023 |
| 21 août 2023     |                   | Hervé Jonathan                    | Administrateur et Préfet de Wallis-et-Futuna                      |                                                               |